# Simone Fautario
Simone Fautario (Milão, 12 de fevereiro de 1987) é um ex-futebolista italiano que atuava como lateral-esquerdo.[carece de fontes?]

## Carreira
Seu primeiro jogo oficial foi na Copa da Itália, em novembro de 2006, quando a Internazionale enfrentou o Messina. Pelos Nerazzurri, foi campeão nacional da Serie A de 2006–07, embora não tenha jogado nenhuma partida na campanha do título. Entre 2007 e 2009, quando terminou seu vínculo com a Internazionale, Fautario atuou no Pro Sesto e na Pistoiese (ambas por empréstimo).
Teve passagens ainda por Grosseto, Como (pelo qual fez o único gol de sua carreira profissional), Frosinone, Pisa, Modena, Fano, Legnano e Seregno, estes últimos na temporada 2018–19.

## Títulos
Como
- Lega Pro: 1 (2014–2015, playoff de acesso)

Internazionale
- Campeonato Italiano: 1 (2006–07)